# 山口茂弘
山口 茂弘（やまぐち しげひろ、1969年3月18日 - ）は、日本の化学者。
名古屋大学トランスフォーマティブ生命分子研究所 教授。
専門は構造有機化学、物理有機化学。
三重県出身。

## 学歴
- 1991年 京都大学 工学部卒[1]
- 1993年 京都大学大学院工学研究科 修士課程修了[1]
- 1993年 京都大学大学院工学研究科 博士課程中退 [1]
- 1997年 博士（工学）の学位取得（京都大学）[1][3]

## 経歴
- 1993年4月 日本学術振興会 特別研究員[3][1]
- 1993年11月 京都大学 化学研究所 助手[3][1]
- 2001年12月 科学技術振興機構 さきがけ「合成と制御」領域 研究員[3]兼任[2]
- 2003年1月 名古屋大学大学院理学研究科 助教授[3][1]
- 2004年12月 科学技術振興機構 SORST 研究員[3]兼任[2]
- 2005年3月 - 2012年3月 名古屋大学大学院理学研究科 物質理学専攻 教授[3]
- 2012年4月 - 名古屋大学 物質科学国際研究センター 教授[3][1]
- 2013年4月 - 名古屋大学 トランスフォーマティブ生命分子研究所 教授[3]

## 受賞歴
- 1997年 有機合成化学協会 研究企画賞[4][3]
- 1999年 ケイ素化学協会 第4回（平成11年）ケイ素化学奨励賞[5][3]
- 2002年 日本化学会 第51回（平成13年度）進歩賞[6][3]
- 2005年 文部科学大臣表彰 若手科学者賞[7][3]
- 2007年 第13回ゴールド・メダル 東京テクノ・フォーラム21賞[8][3]
- 2008年 科学技術・学術政策研究所 「ナイスステップな研究者2008」[2][3]
- 2008年10月 第4回野副記念奨励賞（基礎有機化学討論会 野副記念奨励賞委員会）[9][3]
- 2009年 有機合成化学協会 DIC・機能性材料賞[10][3]
- 2012年度 第9回（平成24年度）日本学術振興会賞 理工系[11][3]
- 2015年 有機合成化学協会 Mukaiyama Award[12][3]
- 2016年 日本化学会 第33回（平成27年度）学術賞[13][3]
- 2017年 Merck-Karl Pfister Visiting Professorship (MIT)[3]
- 2018年 フンボルト賞（アレクサンダー・フォン・フンボルト財団）[14][15]